# Список европейских автомобильных маршрутов

Знак европейского автомобильного маршрута

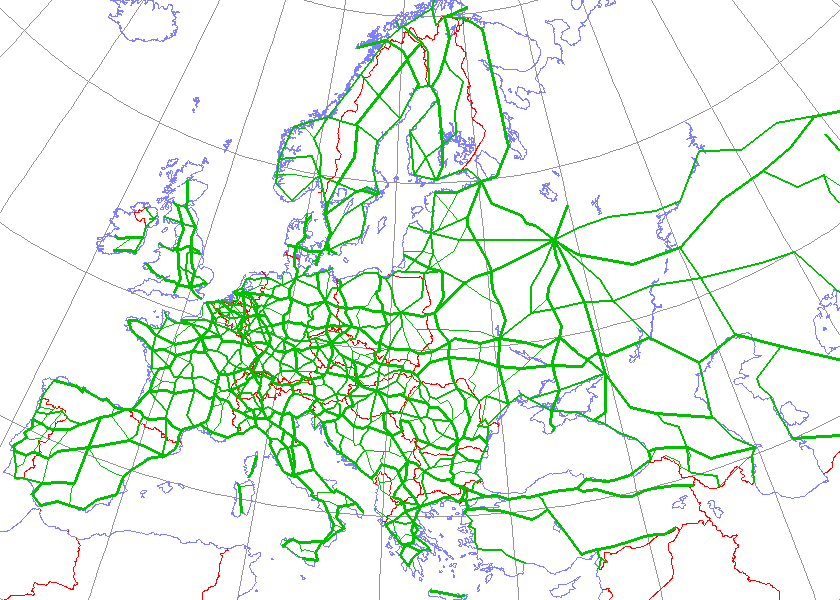
Европейские маршруты

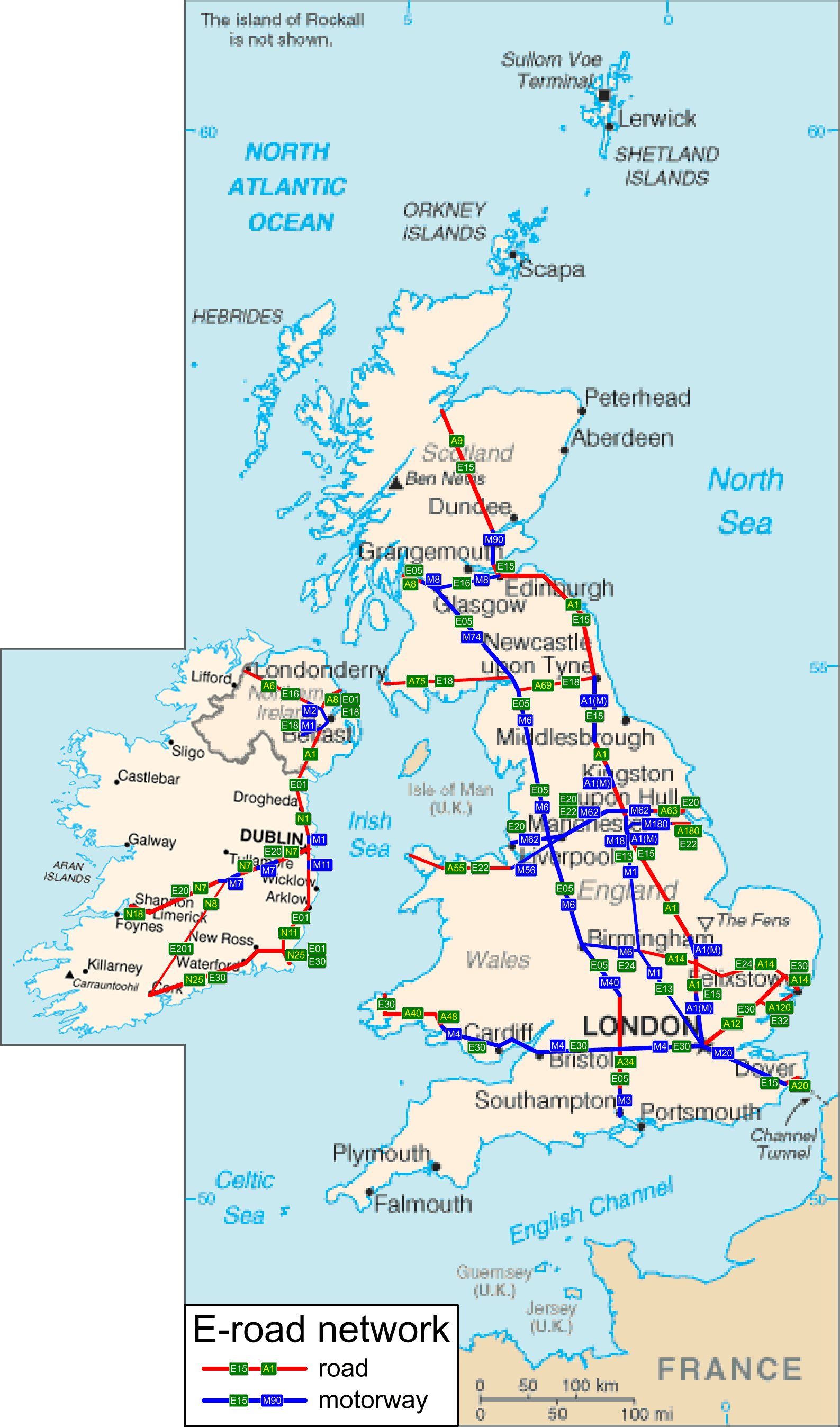
Европейские маршруты в Великобритании и Ирландии

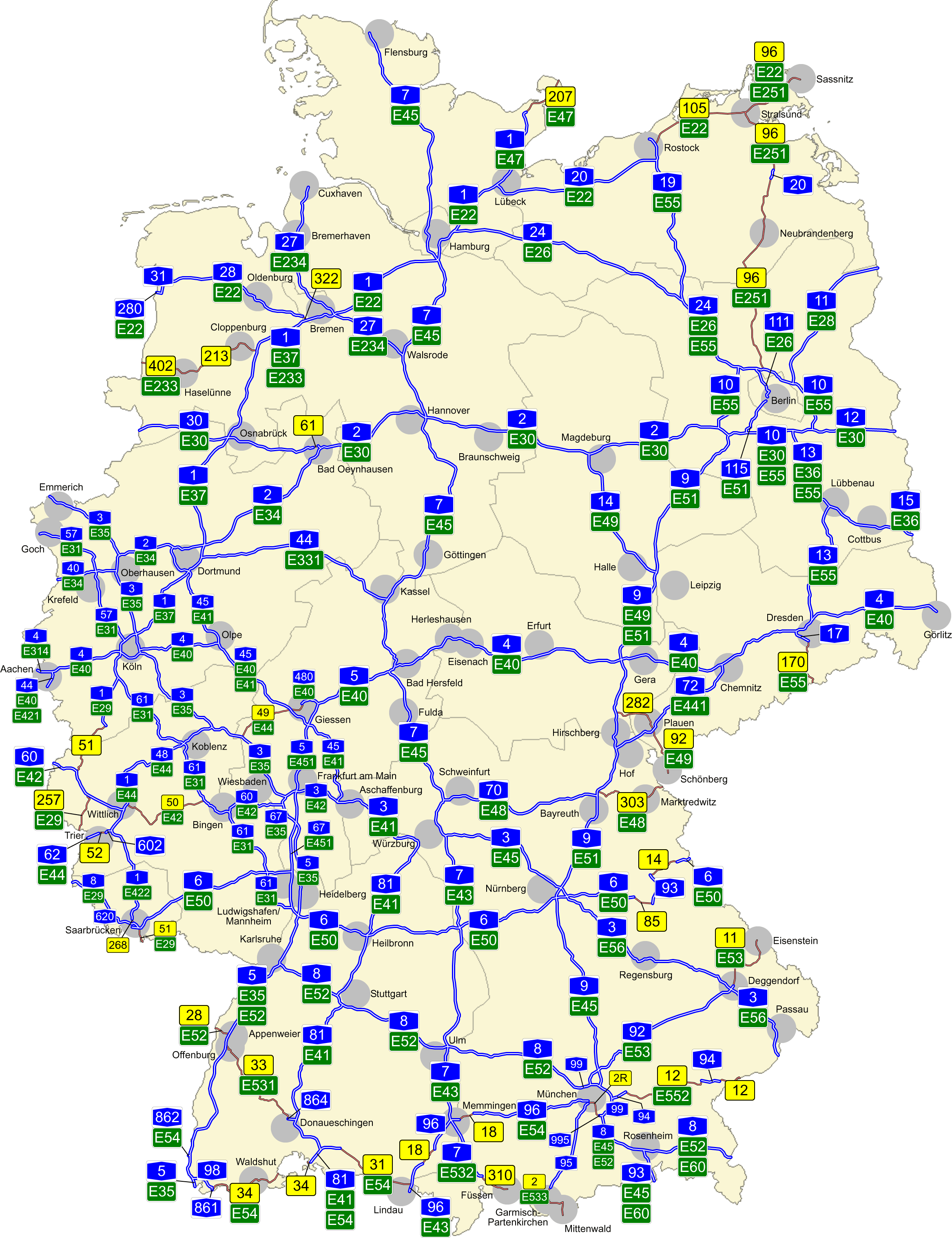
Европейские маршруты в Германии

Европейские маршруты в Польше

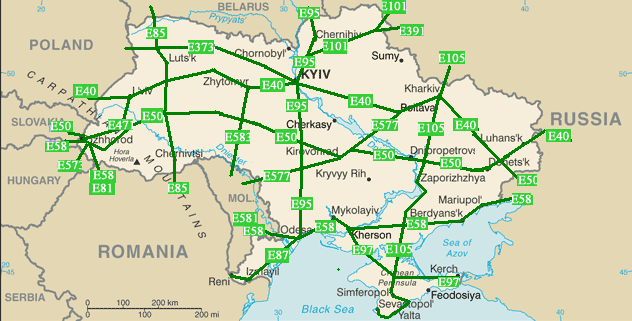
Европейские маршруты на Украине

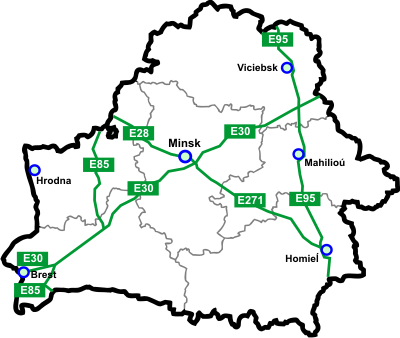
Европейские маршруты в Беларуси

Европейский автомобильный маршрут (автомобильная дорога с индексом E) — автомобильная дорога, имеющая международное значение и входящая в международную сеть дорог категории Е, определённую Европейским соглашением о международных автомагистралях (СМА) от 15 ноября 1975 года с последующими изменениями и дополнениями. Помимо перечня автомобильных дорог вышеуказанное соглашение устанавливает требования к строительству, оснащению, обслуживанию дорог и охране окружающей среды. СССР присоединился к Соглашению в 1982 году (вступило в силу для СССР 15 марта 1983 года).

## Дороги класса A

### Меридиональное направление

#### Основные магистрали
E 05 — Гринок — Глазго — Престон — Бирмингем — Саутгемптон - Гавр — Париж — Орлеан — Бордо — Сан-Себастьян — Мадрид — Севилья — Альхесирас
E 15 — Инвернесс — Перт — Эдинбург — Ньюкасл — Лондон — Фолкстон — Дувр … Кале — Париж — Лион — Оранж — Нарбон — Жерона — Барселона — Таррагона — Кастельон-де-ла-Плана — Валенсия — Аликанте — Мурсия — Альмерия — Малага — Альхесирас
E 25 — Хук-ван-Холланд — Роттердам — Эйндховен — Маастрихт — Льеж — Бастонь — Арлон — Люксембург — Мец — Сент-Авольд — Страсбур — Мюлуз — Базель — Ольтен — Берн — Лозанна — Женева — Монблан — Аоста — Ивреа — Верчелли — Алессандрия — Генуя … Бастия — Порто-Веккьо — Бонифачо … Порто-Торрес — Сассари — Кальяри … Палермо
E 35 — Амстердам — Утрехт — Арнем — Эммерих-на-Рейне — Оберхаузен — Кёльн — Франкфурт-на-Майне — Гейдельберг — Карлсруэ — Оффенбург — Базель — Ольтен — Люцерн — Альтдорф — Сен-Готард — Беллинцона — Лугано — Кьяссо — Комо — Милан — Пьяченца — Парма — Модена — Флоренция — Рим
E 45 — Гётеборг … Фредериксхавн — Ольборг — Орхус — Вайле — Коллинг — Фрёслев — Фленсбург — Гамбург — Ганновер — Гёттинген — Кассель — Фульда — Вюрцбург — Нюрнберг — Мюнхен — Розенхайм — Вёргль — Инсбрук — Бреннер — Фортецца — Больцано — Тренто — Верона — Модена — Болонья — Чесена — Перуджа — Фьяно-Романо — Неаполь — Салерно — Сичиньяно-дельи-Альбурни — Козенца — Вилла-Сан-Джованни … Мессина — Катания — Сиракузы — Джела
E 55 — Хельсингборг … Хельсингёр — Копенгаген — Кёге — Вордингборг — Фарё — Нюкёбинг — Гесер … Росток — Берлин — Люббенау — Дрезден — Теплице — Прага — Табор — Линц — Зальцбург — Филлах — Тарвизио — Удине — Пальманова — Местре — Равенна — Чезена — Римини — Фано — Анкона — Пескара — Каноза-ди-Пулья — Бари — Бриндизи … Игуменица — Превеза — Рион — Патры — Пиргос — Каламата (См. также E 04)
E 65 — Мальмё — Истад … Свиноуйсьце — Волин — Голенюв — Щецин — Гожув-Велькопольски — Свебодзин — Зелёна-Гура — Легница — Еленя-Гура — Гаррахов — Железни-Брод — Турнов — Млада-Болеслав — Прага — Йиглава — Брно — Братислава — Райка — Чорна — Сомбатхей — Залаэгерсег — Надьканижа — Летенье — Загреб — Карловац — Риека — Сплит — Дубровник — Петровац — Подгорица — Биело-Поле — Скопье — Кичево — Охрид- Битола — Ники — Веви — Козани — Лариса — Домокос — Ламия — Браллос — Итеа — Антиррион … Рио — Эгион — Коринф — Триполис — Каламата … Киссамос — Ханья
E 75 — Вардё — Вадсё — Варангерботн — Утсйоки — Инари — Ивало — Соданкюля — Рованиеми — Кеми — Оулу — Ювяскюля — Хейнола — Лахти — Хельсинки … Гданьск — Свеце — Лодзь — Пётркув-Трыбунальски — Катовице — Жилина — Братислава — Дьёр — Будапешт — Сегед — Белград — Ниш — Куманово — Скопье — Салоники — Лариса — Ламия — Афины … Ханья — Ираклион — Айос-Николаос — Сития
E 85 — Клайпеда — Каунас — Вильнюс — Лида — Слоним — Кобрин — Дубно — Тернополь — Черновцы —Сирет — Сучава — Роман — Урзичени — Бухарест — Джурджу — Русе — Бяла — Велико-Тырново — Стара-Загора — Хасково — Свиленград — Орменио — Кастанис — Дидимотихон — Александруполис
E 95 — Санкт-Петербург — Псков — Гомель — Киев — Одесса … Самсун — Мерзифон

#### СНГ/ЕАЭС
E 101 — Москва — Калуга — Брянск — Глухов — Киев
E 105 — Киркенес — Мурманск — Петрозаводск — Санкт-Петербург — Москва — Орёл — Курск — Харьков — Симферополь — Алушта — Ялта
E 115 — Северодвинск — Архангельск — Ярославль — Москва — Воронеж — Ростов-на-Дону — Краснодар — Новороссийск
E 117 — Минеральные воды — Нальчик — Владикавказ — Тбилиси — Ереван — Горис — Мегри
E 119 — Москва — Тамбов — Волгоград — Астрахань — Кизляр — Махачкала — Дербент — Куба — Баку — Алят — Астара
E 121 — Самара — Уральск — Атырау — Бейнеу — Шетпе — Жетыбай — Фетисово — Бекдаш — Туркменбаши — Гызыларбат — граница Ирана
E 123 — Челябинск — Костанай — Есиль — Державинск — Аркалык — Жезказган — Кызылорда — Шымкент — Ташкент — Айни — Душанбе — Нижний Пяндж
E 125 — Ишим — Петропавловск — Кокшетау — Астана — Караганда — Балхаш — Бурубайтал — Алма-Ата — Бишкек — Нарын — Торугарт
E 127 — Омск — Павлодар — Семипалатинск — Георгиевка — Майкапчагай

#### Прочие магистрали
E 01 — Ларн — Белфаст — Дублин — Рослэр … Ла-Корунья — Понтеведра — Валенса-ду-Минью — Вила-Реал-де-Санту-Антониу — Уэльва — Севилья
E 03 — Шербур-Октевиль — Ла-Рошель
E 07 — По — Хака — Сарагоса
E 09 — Орлеан — Тулуза — Барселона
E 11 — Вьерзон — Монлюсон — Клермон-Ферран — Монпелье
E 13 — Донкастер — Шеффилд — Ноттингем — Лестер — Нортгемптон — Лондон
E 17 — Антверпен — Реймс — Бон
E 19 — Амстердам — Брюссель — Париж
E 21 — Мец — Женева
E 23 — Мец — Лозанна
E 27 — Бельфор — Берн — Мартиньи-Виль — Аоста
E 29 — Кёльн — Саргемин — E 25(к Страсбуру)
E 31 — Роттердам — Людвигсхафен
E 33 — Парма — Специя
E 37 — Бремен — Кёльн
E 39 — Тронхейм — Оркангер — Виньеёра — Халса — Стреумснес — Крифаст — Батнфьордсёра — Мёльде … Вестнес — Шодье — Олесунн — Вольда — Нордфьордейд … Сандане — Фёрде — Лавик … Инстефьорд — Кнарвик — Берген — Ос — Стодь — Свейо — Аксдаль — Бокн … Реннесёу — Рандаберг — Ставангер — Саннес — Хеллеланд — Флеккефьорд — Люнгдал — Мандал — Кристиансанн … Хиртсхальс — Йёрринг — Нёрресуннбю — Ольборг
E 41 — Дортмунд — Вецлар — Ашаффенбург — Вюрцбург — Штутгарт — Шаффгаузен — Винтертур — Цюрих — Альтдорф
E 43 — Вюрцбург — Ульм — Линдау — Брегенц — Сент-Маргретен — Букс — Кур — Сан-Бернардино — Беллинцона
E 47 — Хельсингборг … Хельсингёр — Копенгаген — Кёге — Вордингборг — Фарё — Рёдбю … Путтгарден — Ольденбург — Любек (см. E 06 ниже.)
E 49 — Магдебург — Галле — Плауэн — Шёнберг — Войтанов — Карловы Вары — Пльзень — Ческе Будеёвице — Галамки — Вена
E 51 — Берлин — Лейпциг — Гера — Хиршберг — Хоф — Байройт — Нюрнберг
E 53 — Пльзень — Айзенштейн — Деггендорф — Мюнхен
E 57 — Саттледт — Лицен — Санкт-Михаэль — Грац — Марибор — Любляна
E 59 — Прага — Йиглава — Вена — Грац — Спилфельд — Марибор — Загреб
E 61 — Филлах — Караванке Туннель— Накло — Любляна — Триест — Риека
E 63 — Соданкюля — Кемиярви — Куусамо — Каяани — Ийсалми — Куопио — Ювяскюля — Тампере — Турку
E 67 — Хельсинки … Таллин — Рига — Каунас — Варшава — Пётркув-Трыбунальски — Вроцлав — Клодзко — Кудова-Здруй — Наход — Градец-Кралове — Прага; также известен как Виа-Балтика
E 69 — Нордкап — Ольдерфьорд
E 71 — Кошице — Мишкольц — Будапешт — Балатоналига — Надьканижа — Загреб — Карловац — Книн — Сплит
E 73 — Будапешт — Сексард — Мохач — Осиек — Джяково — Шамац — Зеница — Мостар — Меткович
E 77 — Псков — Рига — Шяуляй — Талпаки — Калининград … Гданьск — Эльблонг — Варшава — Радом — Краков — Трстена — Ружомберок — Зволен — Будапешт
E 79 — Мишкольц — Дебрецен — Пюшпёкладань — Орадя — Беюш — Дева — Петрошани — Тыргу-Жиу — Крайова — Галафат … Видин — Враца — Ботевград — София — Благоевград — Сере — Салоники
E 81 — Мукачево — Халмэу — Сату-Маре — Залэу — Клуж-Напока — Турда — Себеш — Сибиу — Питешти — Бухарест
E 83 — Бяла — Плевен — Ябланица — Ботевград — София
E 87 — Одесса — Измаил — Рени — Галац — Тулча — Констанца — Варна — Бургас — Тарново — Дерекёй — Кыркларели — Бабаэски — Хавса — Кешан — Гелиболу — Айвалык — Измир — Сельчук — Айдын — Денизли — Аджипаям — Коркутели — Анталья
E 89 — Гереде — Кызылджахамам — Анкара
E 91 — Топпаккале — Искендерун — Антакья — Яйладагы — Сирия
E 97 — Херсон — Джанкой — Новороссийск — Сочи — Сухуми — Поти

### Широтное направление

#### Основные магистрали
E 10 — О — Сволвэр … Мельбу — Сортланд — Лёдинген — Эвенес — Нарвик — Кируна — Тёре — Лулео
E 20 — Шеннон — Лимерик — Дублин … Ливерпуль — Манчестер — Гулль … Эсбьерг — Копенгаген — Мальмё — Хельсингборг — Хальмстад — Гётеборг — Эребру — Стокгольм … Таллин — Нарва — Санкт-Петербург
E 30 — Корк — Уотерфорд — Уэксфорд — Рослэр … Фишгард — Суонси — Кардифф — Ньюпорт — Бристоль — Лондон — Колчестер — Ипсуич — Харвич … Хук-ван-Холланд — Гаага — Гауда — Утрехт — Амерсфорт — Олдензал — Оснабрюк — Бад-Эйнхаузен — Ганновер — Брауншвайг — Магдебург — Берлин — Свебодзин — Познань — Варшава — Брест — Минск — Смоленск — Москва — Рязань — Пенза — Самара — Уфа — Челябинск — Курган — Ишим — Омск
E 40 — Кале — Остенде — Брюгге — Гент — Брюссель — Льеж — Ахен — Кёльн — Ольпе — Вецлар — Бад-Херсфельд — Айзенах — Эрфурт — Гера — Хемниц — Дрезден — Гёрлиц — Легница — Вроцлав — Ополе — Гливице — Краков — Пшемысль — Львов — Ровно — Житомир — Киев — Полтава — Харьков — Луганск — Волгоград — Астрахань — Атырау — Бейнеу — Кунград — Нукус — Дашогуз — Бухара — Навои — Самарканд — Джизак — Ташкент — Чимкент — Тараз — Бишкек — Алматы — Сары-Озек — Талдыкорган — Ушарал — Таскескен — Аягуз — Георгиевская — Усть-Каменогорск — Риддер
E 50 — Брест — Ренн — Ле-Ман — Париж — Реймс — Мец — Саарбрюккен — Мангейм — Хайльбронн — Нюрнберг — Роздадов — Пльзень — Прага — Йиглава — Брно — Тренчин — Прешов — Вышне Немецке — Ужгород — Мукачево — Стрый — Тернополь — Хмельницкий — Винница — Умань — Кропивницкий — Днепр — Донецк — Ростов-на-Дону — Армавир — Минеральные Воды — Махачкала
E 60 — Брест — Лорьян — Ванн — Нант — Анже — Тур — Орлеан — Монтаржи — Осер — Бон — Доль — Безансон — Бельфор — Мюлуа — Базель — Цюрих — Винтертур — Санкт-Галлен — Санкт-Маргретен — Брегенц — Фельдкирх — Ландэкк — Тельфс — Инсбрук — Вёргль — Розенхайм — Бад-Рейхенхааль — Зальцбург — Саттледт — Линц — Санкт-Пёльтен — Вена — Никкельсдорф — Мошенмадьяровар — Будапешт — Сольнок — Пюшпёкладань — Орадя — Клуж-Напока — Турда — Тыргу-Муреш — Брашов — Плоешти — Бухарест — Урзичени — Слобозия — Хыршова — Констанца … Поти — Самтредиа — Хашури — Тбилиси — Гянджа — Евлах — Алят — Баку … Туркменбаши — Кизыл-Арват — Ашхабад — Теджен — Мары — Чарджоу — Алат — Бухара — Карши — Гузар — Шерабад — Термез — Душанбе — Джиргаталь — Сары-Таш — Иркештам
E 70 — Ла-Корунья — Бильбао — Сан-Себастьян — Бордо — Клермон-Ферран — Лион — Шамбери — Суса — Турин — Алессандрия — Тортона — Брешиа — Верона — Местре — Пальманова — Триест — Постойна — Любляна — Загреб — Славонски-Брод — Белград — Вршац — Тимишоара — Дробета-Турну-Северин — Крайова — Александрия — Бухарест — Джурджу — Русе — Разград — Шумен — Варна … Самсун — Орду — Гиресун — Трабзон — Батуми — Поти
E 80 — Лиссабон — Сан-Себастьян — Тулуза — Ницца — Генуя — Рим — Пескара … Дубровник — Приштина — София — Стамбул — Измит — Амасья — Эрзурум — Гюрбулак — Иран
E 90 — Лиссабон — Мадрид — Барселона … Мазара-дель-Валло — Палермо — Буонфорнелло — Мессина … Реджо-ди-Калабрия — Метапонто — Таранто — Бриндизи … Игуменица — Янина — Салоники — Александруполис — Гелиболу … Лапсеки — Бурса — Анкара — Адана — Нусайбин — Хабур — Ирак

#### Прочие магистрали
E 02 — не используется
E 04 — Хельсингборг — Йёнчёпинг — Линчёпинг — Норрчёпинг — Сёдертелье — Стокгольм — Уппсала — Сундсвалль — Эрншёльдсвик — Умео — Лулео — Хапаранда — Торнио (E 04 на самом деле является частью маршрута класса A E 55 (см. выше), однако по-прежнему имеет номер, использовавшийся до 1992 года. Швеция получила право на это исключение из-за высокой стоимости обновления знаков и указателей, установленных вдоль данной трассы большой протяженности.)
E 06 — Треллеборг — Мальмё — Хельсингборг — Хальмстад — Гётеборг — Осло — Хамар — Лиллехаммер — Думбос — Тронхейм — Стьордаль — Стейнхьер — Мушёэн — Му-и-Рана — Рогнан — Фауске … Балланген — Нарвик — Сетермоен — Альта — Олдерфьорд — Лакселв — Карасйок — Варангерботн — Киркенес (Участок трассы E 06 Хельсингборг-Олдерфьорд на самом деле является частью маршрута класса A E 47 (см. выше), однако по-прежнему имеет номер, использовавшийся до 1992 года. Швеция и Норвегия получили право на это исключение из-за высокой стоимости обновления знаков и указателей, установленных вдоль данной трассы большой протяженности.)
E 08 — Тромсё — Нордкьёсботн — Шиботн — Килписярви — Колари — Торнио — Кеми — Оулу — Коккола — Вааса — Пори — Турку
E 12 — Му-и-Рана — Умео … Вааса — Тампере — Хямеэнлинна — Хельсинки
E 14 — Тронхейм — Эстерсунд — Сундсвалль
E 16 — Дерри — Белфаст … Глазго — Эдинбург … Берген — Арна — Восс … Лердал — Тюин — Фагернес — Хёнефосс — Саннвика — Осло
E 18 — Крейгавон — Белфаст — Ларн … Странрар — Гретна — Карлайл — Ньюкасл … Кристиансанд — Арендал — Порсгрунн — Ларвик — Сандефьорд — Хортен — Драммен — Осло — Ашим — Карлстад — Эребру — Вестерос — Стокгольм/Каппельшер … Мариехамн … Турку/Наантали — Хельсинки — Котка — Ваалимаа — Выборг — Санкт-Петербург
E 22 — Холихед — Честер — Уоррингтон — Манчестер — Лидс — Донкастер — Иммингем … Амстердам — Гронинген — Бремен — Гамбург — Любек — Росток — Засниц … Треллеборг — Мальмё — Кальмар — Норрчёпинг … Вентспилс — Рига — Резекне — Великие Луки — Москва — Владимир — Нижний Новгород — Казань — Елабуга — Пермь — Екатеринбург — Тюмень — Ишим
E 24 — Бирмингем — Кембридж — Ипсвич
E 26 — Гамбург — Берлин
E 28 — Берлин — Щецин — Голенюв — Кошалин — Гданьск — Калининград — Талпаки — Нестеров — Мариямполе — Вильнюс — Минск
E 32 — Колчестер — Харвич
E 34 — Брюгге — Антверпен — Эйндховен — Венло — Оберхаузен — Дортмунд — Бад-Эйнхаузен
E 36 — Берлин — Люббен — Котбус — Легница
E 38 — Глухов — Рыльск — Курск — Воронеж — Саратов — Уральск — Актюбинск — Карабутак — Аральск — Новоказалинск — Кзылорда — Шымкент
E 42 — Дюнкерк — Лилль — Монс — Шарлеруа — Намюр — Льеж — Сен-Вит — Витлих — Бинген — Висбаден — Франкфурт-на-Майне — Ашаффенбург
E 44 — Гавр — Амьен — Шарлевиль-Мезьер — Люксембург — Трир — Кобленц — Вецлар — Гисен
E 46 — Шербур-Октевиль — Кан — Руан — Реймс — Шарлевиль-Мезьер — Льеж
E 48 — Швайнфурт — Байройт — Марктредвиц — Хеб — Карловы Вары — Прага
E 52 — Страсбур — Аппенвайер — Карлсруэ — Штутгарт — Ульм — Мюнхен — Зальцбург
E 54 — Париж — Шомон — Мулюз — Базель — Вальдсхут — Линдау — Мюнхен
E 56 — Нюрнберг — Регенсбург — Пассау — Вельс — Саттледт
E 58 — Вена — Братислава — Зволен — Кошице — Ужгород — Мукачево — Халмеу — Сучава — Яссы — Кишинёв — Тирасполь — Одесса — Николаев — Херсон — Мелитополь — Таганрог — Ростов-на-Дону
E 62 — Нант — Пуатье — Макон — Женева — Лозанна — Мартиньи-Виль — Сьон — Симплон — Гравеллона-Точе — Милан — Тортона — Генуя
E 64 — Турин — Милан — Брешиа
E 66 — Фортецца — Сан-Кандидо — Шпитталь — Филлах — Клагенфурт — Грац — Веспрем — Секешфехервар
E 68 — Сегед — Арад — Дева — Сибиу — Брашов
E 72 — Бордо — Тулуза
E 74 — Ницца — Кунео — Асти — Алессандрия
E 76 — Мильярино — Флоренция
E 78 — Гроссето — Ареццо — Сансеполькро — Фано
E 82 — Порто — Вила-Реал — Браганса — Самора — Тордесильяс
E 84 — Кешан — Текирдаг — Силиври
E 86 — Кристалопийи — Флорина — Веви — Ефира
E 88 — Анкара — Йозгат — Сивас — Рефахие
E 92 — Игуменица — Янина — Трикала — Волос
E 94 — Коринф — Мегара — Элефсис — Афины
E 96 — Измир — Ушак — Афьон — Сиврихисар
E 98 — Топбогази — Кирикхан — Рейханли — Джилвегёзю → Сирия
E 99 — Догубаязит — Мурадие — Битлис — Диярбакыр — Шанлыурфа

## Дороги класса B
- E134 — Хёугесунн — Этне — Одда — Хёукели — Винье — Сельорд — Хьяртдал — Нутодден — Конгсберг — Хокксунд — Драммен
- E136 — Олесунн — Шойе — Ёшког — Тресфьорд — Олдалснес — Лешья — Думбос

- E201 — Корк — Порт-Лиише
- E231 — Амстердам — Амерсфорт
- E232 — Амерсфорт — Хогевен — Гронинген
- E233 — Хогевен — Хазелюнне — Клоппенбург — Бремен
- E234 — Куксхафен — Бремерхафен — Бремен — Вальсроде
- E251 — Засниц — Штральзунд — Нойбранденбург — Берлин
- E261 — Свеце — Познань — Вроцлав
- E262 — Каунас — Укмерге — Даугавпилс — Резекне — Остров
- E263 — Таллин — Тарту — Выру — Лухамаа
- E264 — Нарва — Тарту — Рига
- E265 — Таллин — Капельшер (Швеция)
- E271 — Минск — Гомель (раньше начинался Клайпеда — Каунас — Вильнюс)
- E272 — Клайпеда — Паланга — Шяуляй — Паневежис — Укмерге — Вильнюс

- E311 — Бреда — Горинхем — Утрехт
- E312 — Флиссинген — Бреда — Эйндховен
- E313 — Антверпен — Льеж
- E314 — Лёвен — Хассельт — Херлен — Ахен
- E331 — Дортмунд — Кассель
- E371 — Радом — Жешув — Барвинек — Вышны Комарник — Свидник — Прешов
- E372 — Варшава — Люблин — Львов
- E373 — Люблин — Ковель — Ровно — Киев
- E381 — Киев — Орёл — отменён
- E391 — Тросна — Глухов

- E401 — Сен-Бриё — Кан
- E402 — Кале — Руан — Ле-Ман
- E403 — Зебрюгге — Брюгге — Руселаре — Кортрейк — Турне
- E404 — Ябекке — Зебрюгге
- E411 — Брюссель — Мец
- E420 — Нивель — Шарлеруа — Реймс
- E421 — Ахен — Сен-Вит — Люксембург
- E422 — Трир — Саарбрюккен
- E429 — Турне — Халле
- E441 — Хемниц — Плауэн — E51
- E442 — Карловы Вары — Теплице — Турнов — Градец Кралове — Оломуц — Жилина
- E451 — Гисен — Франкфурт-на-Майне — Мангейм
- E461 — Свитави — Брно — Вена
- E462 — Брно — Оломуц — Чески-Тешин — Краков
- E471 — Мукачево — Львов

- E501 — Ле-Ман — Анже
- E502 — Ле-Ман — Тур
- E511 — Куртене — Труа
- E512 — Ремиремон — Мюлуз
- E531 — Оффенбург — Донауэшинген
- E532 — Мемминген — Фюссен
- E533 — Мюнхен — Гармиш-Партенкирхен — Миттенвальд — Зифельд — Инсбрук
- E551 — Ческе-Будеёвице — Гумполец
- E552 — Мюнхен — Браунау-ам-Инн — Вельс — Линц
- E571 — Братислава — Зволен — Кошице
- E572 — Тренчин — Жьяр-над-Гроном
- E573 — Пюшпёкладань — Ньиредьхаза — Чоп — Ужгород
- E574 — Бакэу — Брашов — Питешти — Крайова
- E575 — Братислава — Дунайска Стреда — Медведёв — Вамошсабади — Дьёр
- E576 — Клуж-Напока — Деж (ранее продолжалась до Бистрица — Сучава)
- E577 — Слобозия — Брэила — Галац — Комрат — Кишинёв — Кропивницкий — Кременчуг — Полтава
- E578 — Сарател — Регин — Топлица — Георгени — Меркуря-Чук — Сфынту-Георге — Хихис
- E581 — Мэрэшешти — Текуч — Альбица[укр.] — Леушень — Кишинёв — Одесса
- E583 — Роман — Яссы — Бельцы — Могилёв-Подольский — Винница — Житомир
- E584 — Полтава — Кропивницкий — Кишинёв — Джурджулешть — Галац — Слобозия
- E591 — Новороссийск — развязка с E 115 южнее Ростова-на-Дону[1]
- E592 — Краснодар — Джубга

- E601 — Ньор — Ла-Рошель
- E602 — Ла-Рошель — Сент
- E603 — Сент — Ангулем — Лимож (ранее до — Сюлени)
- E604 — Тур — Вьерзон
- E606 — Ангулем — Бордо
- E607 — Дижон — Шалон-сюр-Сон
- E611 — Лион — Пон-д`Эн
- E612 — Ивреа — Турин
- E641 — Вёргль — Санкт-Иоганн — Лофер — Зальцбург
- E651 — Альтенмарк — Лицен
- E652 — Клагенфурт — Лойбл — Накло
- E653 — Летенье — Марибор
- E661 — Балатонкерестур — Надьатад — Барч — Вировитица — Окучани — Баня-Лука — Яйце — Дони-Вакуф — Зеница
- E662 — Суботица — Сомбор — Осиек
- E671 — Тимишоара — Арад — Орадя — Сату-Маре
- E673 — Лугож — Дева
- E675 — Констанца — Агижа — Негру-Водэ
- E691 — Вале — Ашоцк — Гюмри — Аштарак
- E692 — Батуми — Самтредиа

- E711 — Лион — Гренобль
- E712 — Женева — Шамбери — Марсель
- E713 — Валанс — Гренобль
- E714 — Оранж — Марсель
- E717 — Турин — Савона
- E751 — Риека — Пула — Копер
- E761 — Бихач — Яйце — Дони-Вакур — Зеница — Сараево — Ужице — Чачак — Кралево — Крушевац — Пояте — Парачин — Заечар
- E762 — Сараево — Подгорица → Албания
- E763 — Белград — Чачак — Нова-Варош — Биело-Поле
- E771 — Дробета-Турну-Северин — Ниш
- E772 — Ябланица — Велико-Тырново — Шумен
- E773 — Поповица — Стара-Загора — Бургас

- E801 — Коимбра — Визеу — Вила-Реал — Шавиш — Верин
- E802 — Браганса — Гуарда — Каштелу-Бранку — Порталегри — Эвора — Бежа — Орики
- E803 — Саламанка — Мерида — Севилья
- E804 — Бильбао — Логроньо — Сарагоса
- E805 — Фамалисау — Шавиш
- E806 — Тореш-Новаш — Абрантиш — Каштелу-Бранку — Гуарда
- E821 — Рим — Сан-Чесарио
- E840 — Сассари — Ольбия … Чивитавеккья — примыкает к E80
- E841 — Авеллино — Салерно
- E842 — Неаполь — Авеллино — Беневенто — Каноза-ди-Пулья
- E843 — Бари — Таранто
- E844 — Спеццано — Сибари
- E846 — Козенца — Кротоне
- E847 — Сичиньяно-дельи-Альбурни — Потенца — Метапонто
- E848 — Сант-Эуфемия-Ламезия — Катандзаро
- E851 — Петровац → Албания → Призрен — Приштина
- E852 — Охрид → Албания
- E853 — Янина → Албания
- E871 — София — Кюстендил — Куманово

- E901 — Мадрид — Валенсия
- E902 — Хаэн — Гранада — Малага
- E903 — Мерида — Сьюдад-Реаль — Альбасете — Аликанте
- E931 — Мазара-дель-Валло — Гела
- E932 — Буонфорнелло — Энна — Катания
- E933 — Алькамо — Трапани
- E951 — Янина — Арта — Агринион — Месолонгион
- E952 — Актио — Воница — Амфилохия — Карпенисион — Ламия
- E961 — Триполис — Спарта — Йитион
- E962 — Элефсис — Фивы

- E001 — Тбилиси — Баграташен — Ванадзор
- E002 — Алят — Мегри — Нахичевань — Садарак
- E003 — Учкудук — Дашогуз — Ашхабад — Гаудан
- E004 — Кызылорда — Учкудук — Бухара
- E005 — Гузар — Самарканд
- E006 — Айни — Коканд
- E007 — Ташкент — Коканд — Андижан — Ош — Иркештам
- E008 — Душанбе — Хорог — Мургаб
- E009 — Джиргаталь — Хорог — Ишкашим — Лянгар — граница  Афганистана
- E010 — Ош — Бишкек
- E011 — Кеген — Кокпек — Тюп
- E012 — Хоргос — Чунджа — Кокпек — Алма-Ата
- E013 — Сарыозек — Коктал
- E014 — Ушарал — Достык
- E015 — Таскескен — Бахты
- E016 — Западное — Астана
- E017 — Елабуга — Уфа
- E018 — Жезказган — Павлодар — Успенка
- E019 — Западное — Петропавловск
- Е020 — Пекин — Шанхай — Астана — Петропавловск